# Nueil-sur-Layon
Pour les articles homonymes, voir Nueil et Layon.
Nueil-sur-Layon [nɥɛj syʁ lɛjɔ̃]  est une ancienne commune française située dans le département de Maine-et-Loire, en région Pays de la Loire, devenue le 1er janvier 2016, une commune déléguée de la commune nouvelle de Lys-Haut-Layon.
Son territoire est traversé par la rivière le Layon, affluent en rive gauche de la Loire.
La commune se situe dans le Vihiersois et dans l'appellation viticole du Coteaux-du-Layon (AOC).

## Géographie

### Localisation
Commune angevine située en rive gauche du Layon dans les Mauges, à la limite du Saumurois, ce territoire rural de l’ouest de la France se trouve à quelques kilomètres à l'est de Vihiers, en Maine-et-Loire à la limite des Deux-Sèvres. Son territoire est essentiellement rural. Pays de bocage, le Vihiersois se situe dans un triangle entre Angers, Cholet et Saumur.

### Communes limitrophes
Les communes les plus proches sont Passavant-sur-Layon (2 km), Cléré-sur-Layon (5 km), Concourson-sur-Layon (7 km), Les Verchers-sur-Layon (6 km) Saint-Macaire-du-Bois (7 km), Tancoigné (7 km), Trémont (8 km), Les Cerqueux-sous-Passavant (8 km), Cersay (8 km) et Bouillé-Loretz (8 km).

### Géologie et relief
À quelques kilomètres au nord et à l'est du Vihiersois se trouve la vallée du Layon, qui marque la transition entre les Mauges et le Saumurois. Le sud de l'Anjou comporte à l'est des terrains secondaires et tertiaires (Saumurois) et à l'ouest des terrains primaires (Mauges). Dans ces derniers, on trouve un pays de bocage sur des terrains de schistes et de granites.
Nueil-sur-Layon se situe sur les unités paysagères du Couloir du Layon et du Plateau des Mauges.
L'altitude de la commune varie de 57 à 123 mètres, pour une altitude moyenne de 90 mètres. Son territoire s'étend sur plus de 61 km2 (6 123 hectares). Il se compose de terres primaires, et on trouve à l'est du village une région boisée, le bois de Brignon.

### Hydrographie
La rivière le Layon traverse le territoire de la commune (au sud et à l'est), ainsi que la Souère, un de ses affluents, et les ruisseaux de Vaillé et des Touches.

### Climat
Son climat est tempéré, de type océanique. Le climat angevin est particulièrement doux, du fait de sa situation entre les influences océaniques et continentales. Généralement les hivers sont pluvieux, les gelées rares et les étés ensoleillés.

## Urbanisme
Morphologie urbaine : le village s'inscrit dans un territoire essentiellement rural.
En 2013, on trouvait 692 logements dans la commune de Nueil-sur-Layon, dont 82 % étaient des résidences principales, pour une moyenne dans le département de 90 %, et dont 74 % des ménages en étaient propriétaires.

## Toponymie
Formes anciennes du nom : Villa Nociogilos in territorio Pictavo super alveum Ligeris en 615, Villa Novisolio in pago Andegaveninso en 682, Noviolio villa in pago Andegavino en 690, Nioluim au XIIIe siècle, Nioluim propre Passavant en 1311, Nyolium subtus Passaventum en 1455, Nuieuil-sous-Passavant en 1782, Nueil-sous-Passavant en 1874, Nueil en 1836, Nueil-sur-Layon en 1926,.
Plusieurs communes actuelles portent le nom de « Nueil », dont Nueil-les-Aubiers (Deux-Sèvres) et Nueil-sous-Faye (Vienne).
Nom des habitants (gentilé) : les Nueillais.

## Histoire

### Moyen Âge
Au Moyen Âge, la seigneurie appartient au chapitre de Saint-Hilaire de Poitiers, qui au XVIIIe siècle vend ses droits au seigneur de Vaillé-Rochereau.

### Ancien Régime
À la veille de la Révolution française, une partie du Vihiersois dépend de la sénéchaussée d'Angers (La Salle-de-Vihiers, Vihiers, Coron) et une autre de la sénéchaussée de Saumur (Tigné, Cernusson, Les Cerqueux, Saint-Paul-du-Bois, La Plaine).
Une partie du fief de Nueil-sous-Passavant dépend de la sénéchaussée d'Angers et une autre de celle de Saumur. L'ensemble relève du pays d'élection de Montreuil-Bellay et du grenier à sel de Vihiers.

### Époque contemporaine
À la réorganisation administrative qui suit la Révolution, Nueil est rattachée en 1790 au canton de Passavant, puis devient chef-lieu de canton en 1792 (arrêté départemental du 18 janvier 1792, canton de Nueil-sous-Passavant, dont dépendait les communes Les Cerqueux-sous-Passavant, Cléré, Concourson, La Lande-des-Verchers, Nueil, Passavant, Tancoigné et Trémont). En 1800 la commune est rattachée au canton de Vihiers et à l'arrondissement de Saumur.
Comme dans le reste de la région, à la fin du XVIIIe siècle se déroule la guerre de Vendée qui marquera de son empreinte la région. Située en limite de la Vendée militaire, la commune de Nueil fut éprouvée lors de cette guerre civile. En 1794, environ six cents Vendéens envahirent le bourg et brulèrent l'église.
Durant les Cent-Jours, plusieurs escarmouches eurent lieu à nouveau entre bleus et blancs.
À la fin du XIXe siècle la ligne de chemin de fer du Petit Anjou est construite. Ouverte en 1896, la ligne Cholet-Saumur passait par Saint-Hilaire, Vihiers, Les Cerqueux, Cléré, Passavant et Nueil.
Au cours de la Seconde Guerre mondiale, l'armée allemande occupe Nueil en 1940 et 1942.
En 2015 un nouveau projet de rapprochement voit le jour au sein de la communauté de communes du Vihiersois-Haut-Layon. Le 1er juillet, le conseil municipal de Nueil-sur-Layon vote en faveur de la création d'une commune nouvelle au niveau de l'intercommunalité. N'ayant pas obtenu la totale adhésion des communes de l'intercommunalité, les conseils municipaux des Cerqueux-sous-Passavant, La Fosse-de-Tigné, Nueil-sur-Layon, Tigné, Trémont et Vihiers valident à nouveau en septembre le projet d'une commune nouvelle baptisée Lys-Haut-Layon, dont la création est officialisée par arrêté préfectoral du 5 octobre 2015, abrogé et remplacé par celui du 21 décembre.

## Politique et administration

### Administration municipale

#### Administration actuelle
Depuis le 1er janvier 2016 Nueil-sur-Layon constitue une commune déléguée au sein de la commune nouvelle de Lys-Haut-Layon et dispose d'un maire délégué.
| Période                                  | Période  | Identité           | Étiquette | Qualité |
| ---------------------------------------- | -------- | ------------------ | --------- | ------- |
| janvier 2016                             | mai 2020 | Françoise Serrière |           |         |
| mai 2020                                 | en cours | Antoine Beaussant  |           | Amiral  |
| Les données manquantes sont à compléter. |          |                    |           |         |

#### Administration ancienne
La commune est créée à la Révolution (Nueil-sous-Passavant, puis Nueil avant de devenir Nueil-sur-Layon). Le conseil municipal est composé de 15 élus.
| Période                                  | Période       | Identité                | Étiquette | Qualité                     |
| ---------------------------------------- | ------------- | ----------------------- | --------- | --------------------------- |
| 1977                                     | 1989          | Moïse Bodet             |           |                             |
| 1989                                     | 2001          | René Stéphane Beaussant | DVD       | Amiral                      |
| 2001                                     | mars 2014     | Jean-Marie Defois       | DVD       | Président de SMITOM de Doué |
| mars 2014                                | mars 2015     | Yohan Labory            |           |                             |
| mars 2015                                | décembre 2015 | Françoise Serrière      |           | Retraitée de l'enseignement |
| Les données manquantes sont à compléter. |               |                         |           |                             |

### Ancienne situation administrative

#### Intercommunalité
Jusqu'au 31 décembre 2015, Nueil-sur-Layon est intégrée à la communauté de communes Vihiersois-Haut-Layon, qui regroupe douze communes, dont Passavant-sur-Layon et Cléré-sur-Layon. Cette structure intercommunale est un établissement public de coopération intercommunale (EPCI) qui a pour vocation de réunir les moyens de plusieurs communes, notamment dans le domaine du tourisme. La communauté de communes est alors membre du syndicat mixte Pays de Loire en Layon, structure administrative d'aménagement du territoire.

#### Autres circonscriptions
Jusqu'en 2014, la commune fait partie du canton de Vihiers et de l'arrondissement de Saumur. Le canton de Vihiers compte alors dix-sept communes. C'est l'un des quarante-et-un cantons que compte le département ; circonscriptions électorales servant à l'élection des conseillers généraux, membres du conseil général du département. Dans le cadre de la réforme territoriale, un nouveau découpage territorial pour le département de Maine-et-Loire est défini par le décret du 26 février 2014. Le canton de Vihiers disparait et la commune est rattachée au canton de Cholet-2, avec une entrée en vigueur au renouvellement des assemblées départementales de 2015.
La commune se trouve, à cette même période, sur la quatrième circonscription de Maine-et-Loire, composée de six cantons dont Vihiers et Montreuil-Bellay.

### Jumelages
La commune est jumelée depuis mai 2011 avec celle de Roscommon (Irlande).

## Population et société

### Évolution démographique
L'évolution du nombre d'habitants est connue à travers les recensements de la population effectués dans la commune depuis 1793. À partir du 1er janvier 2009, les populations légales des communes sont publiées annuellement dans le cadre d'un recensement qui repose désormais sur une collecte d'information annuelle, concernant successivement tous les territoires communaux au cours d'une période de cinq ans. 
Pour les communes de moins de 10 000 habitants, une enquête de recensement portant sur toute la population est réalisée tous les cinq ans, les populations légales des années intermédiaires étant quant à elles estimées par interpolation ou extrapolation. Pour la commune, le premier recensement exhaustif entrant dans le cadre du nouveau dispositif a été réalisé en 2005,.
En 2013, la commune comptait 1 336 habitants, en évolution de +2,14 % par rapport à 2008 (Maine-et-Loire : +3,3 %, France hors Mayotte : +2,49 %).
| 1793  | 1800  | 1806  | 1821  | 1831  | 1836  | 1841  | 1846  | 1851  |
| ----- | ----- | ----- | ----- | ----- | ----- | ----- | ----- | ----- |
| 2 000 | 1 590 | 1 672 | 1 896 | 1 837 | 1 801 | 1 906 | 1 917 | 1 961 |

| 1856  | 1861  | 1866  | 1872  | 1876  | 1881  | 1886  | 1891  | 1896  |
| ----- | ----- | ----- | ----- | ----- | ----- | ----- | ----- | ----- |
| 1 948 | 1 559 | 1 816 | 1 884 | 1 899 | 1 933 | 1 971 | 1 923 | 1 790 |

| 1901  | 1906  | 1911  | 1921  | 1926  | 1931  | 1936  | 1946  | 1954  |
| ----- | ----- | ----- | ----- | ----- | ----- | ----- | ----- | ----- |
| 1 797 | 1 780 | 1 850 | 1 715 | 1 710 | 1 753 | 1 776 | 1 763 | 1 676 |

| 1962  | 1968  | 1975  | 1982  | 1990  | 1999  | 2005  | 2010  | 2013  |
| ----- | ----- | ----- | ----- | ----- | ----- | ----- | ----- | ----- |
| 1 700 | 1 600 | 1 515 | 1 501 | 1 431 | 1 319 | 1 299 | 1 357 | 1 336 |

### Pyramide des âges
La population de la commune est relativement âgée. Le taux de personnes d'un âge supérieur à 60 ans (28,3 %) est en effet supérieur au taux national (21,8 %) et au taux départemental (21,4 %).
À l'instar des répartitions nationale et départementale, la population féminine de la commune est supérieure à la population masculine. Le taux (50,7 %) est du même ordre de grandeur que le taux national (51,9 %).
La répartition de la population de la commune par tranches d'âge est, en 2008, la suivante :
- 49,3 % d’hommes (0 à 14 ans = 15,6 %, 15 à 29 ans = 15,5 %, 30 à 44 ans = 19,8 %, 45 à 59 ans = 21,1 %, plus de 60 ans = 28 %) ;
- 50,7 % de femmes (0 à 14 ans = 17,6 %, 15 à 29 ans = 14,3 %, 30 à 44 ans = 19 %, 45 à 59 ans = 20,5 %, plus de 60 ans = 28,8 %).

| Hommes | Classe d’âge | Femmes |
| ------ | ------------ | ------ |
| 0,6    | 90 ans ou +  | 3,1    |
| 10,8   | 75 à 89 ans  | 11,4   |
| 16,6   | 60 à 74 ans  | 14,3   |
| 21,1   | 45 à 59 ans  | 20,5   |
| 19,8   | 30 à 44 ans  | 19,0   |
| 15,5   | 15 à 29 ans  | 14,3   |
| 15,6   | 0 à 14 ans   | 17,6   |

| Hommes | Classe d’âge | Femmes |
| ------ | ------------ | ------ |
| 0,4    | 90 ans ou +  | 1,1    |
| 6,3    | 75 à 89 ans  | 9,5    |
| 12,1   | 60 à 74 ans  | 13,1   |
| 20,0   | 45 à 59 ans  | 19,4   |
| 20,3   | 30 à 44 ans  | 19,3   |
| 20,2   | 15 à 29 ans  | 18,9   |
| 20,7   | 0 à 14 ans   | 18,7   |

### Vie locale
Services publics présents dans la commune de Nueil-sur-Layon : mairie, école maternelle et primaire, maison de retraite, centre de secours, poste, ainsi que des équipements sportifs (stade municipal avec plusieurs terrains de football, court de tennis et salle polyvalente). Les autres services publics sont présents à Vihiers, ainsi que les structures sociales (ADMR du Vihiersois…) et culturelles (école de musique intercommunale…).
La plupart des structures de santé se situent également à Vihiers, tel l'hôpital local ou le centre de secours.
Le ramassage des déchets est géré par le syndicat mixte intercommunal pour le traitement des ordures ménagères et des déchets, le Smitom du Sud Saumurois, qui se trouve à Doué-la-Fontaine.
On trouve dans la commune l'étang Le Moulin d'Eau (pêche, aire de jeux, pique-nique), ainsi que plusieurs sentiers de randonnée (sentier des Étangs de 10 km et sentier de la Forêt de 15 km). L'office du tourisme est situé à Vihiers.

## Économie

### Tissu économique
Commune principalement agricole, en 2008, sur les 150 établissements présents dans la commune, 47 % relevaient du secteur de l'agriculture. Deux ans plus tard, en 2010, sur 139 établissements présents dans la commune, 50 % relevaient du secteur de l'agriculture (pour une moyenne de 17 % sur l'ensemble du département), 2 % du secteur de l'industrie, 11 % du secteur de la construction, 27 % de celui du commerce et des services et 10 % du secteur de l'administration et de la santé.
Sur 122 établissements présents dans la commune à fin 2014, 39 % relevaient du secteur de l'agriculture (pour une moyenne de 11 % dans le département), 6 % du secteur de l'industrie, 11 % du secteur de la construction, 33 % de celui du commerce et des services et 12 % du secteur de l'administration et de la santé.
Plusieurs activités commerciales et artisanales sont présentes sur le territoire de Nueil-sur-Layon : bar tabac presse, boulangerie, charcuterie, coiffure, épicerie, réparation automobile, restauration, carrelage, couverture, distillerie, électricité plomberie chauffage, maçonnerie, menuiserie.

### Agriculture
La commune se situe dans la zone d'appellation viticole des Coteaux-du-layon (AOC).
Liste des appellations sur le territoire :
- IGP Agneau du Poitou-Charentes, IGP Bœuf de Vendée, IGP Bœuf du Maine, AOC AOP Maine-Anjou, IGP Volailles de Cholet, IGP Volailles d’Ancenis,
- AOC AOP Beurre Charentes-Poitou, AOC AOP Beurre des Charentes, AOC AOP Beurre des deux Sèvres, IGP Brioche vendéenne,
- AOC AOP Anjou blanc, AOC AOP Anjou gamay, AOC AOP Anjou gamay nouveau ou primeur, AOC AOP Anjou mousseux blanc, AOC AOP Anjou mousseux rosé, AOC AOP Anjou rouge, AOC AOP Anjou Villages, AOC AOP Cabernet d'Anjou, AOC AOP Cabernet d'Anjou nouveau ou primeur, AOC AOP Coteaux du Layon, AOC AOP Coteaux du Layon Sélection de grains nobles, AOC AOP Crémant de Loire blanc, AOC AOP Crémant de Loire rosé, IGP Maine-et-Loire blanc, IGP Maine-et-Loire rosé, IGP Maine-et-Loire rouge, AOC AOP Rosé d'Anjou, AOC AOP Rosé d'Anjou nouveau ou primeur, AOC AOP Rosé de Loire, AOC AOP Saumur mousseux blanc, AOC AOP Saumur mousseux rosé.

## Culture locale et patrimoine

### Lieux et monuments
Bien que l'on ne trouve pas dans la commune de Nueil-sur-Layon de bâtiments inscrits Monuments historiques, plusieurs figurent à l'Inventaire général :
- Chapelle Sainte-Barbe-Sainte-Basme, des XVIe, XVIIIe et XIXe siècles ;
- Château du Preuil, du XVe siècle, détruit, repris au XIXe siècle ;
- Château Sainte-Catherine dit aussi la Roche-Bousseau, au lieu-dit la Grande Roche, mentionné au XVe siècle, logis principal détruit au XVIIIe siècle, avec chapelle Sainte-Catherine, fondée au XVe siècle (1433), détruite ;
- Château La Grise, des XIVe, XVIe, XVIIe, XIXe et XXe siècles ;
- Château Notre-Dame, sis à Vaillé Rochereau, du XVe siècle, remanié aux XVIIIe et XIXe siècles (dont bâtiment ouest reconstruit entre 1864 et 1866 par l'architecte Léon Rohard)[42] ;
- Château Saint-Michel Saint-Sébastien, du XVe siècle, restauré au XIXe siècles ;
- Église paroissiale Saint-Hilaire, du XIIe siècle, remaniée aux XIIIe et XIVe siècles, reconstruite en partie au XVIe siècle après un incendie, ensemble détruit en 1887 pour faire place à la nouvelle église paroissiale au XIXe siècle (1888) ;
- Plusieurs fermes et maisons des XVe, XVIe, XVIIe, XVIIIe et XIXe siècles ;
- Manoir de Montchenin, des XVe, XVIIe, XVIIIe et XIXe siècles, dont bâtiment nord-ouest pour y aménager un pressoir à vin communal ;
- Manoir de Paillé, des XVe et XVIe siècles, remanié aux XVIIIe et XIXe siècles ;
- Manoir Saint-Roch dit château de la Chesnaie, du XIXe siècle ;
- Manoir de Vaille Rochereau, de style troubadour, du XXe siècle (construit en 1907)[43] ;
- Manoir de Vaille Brézé, des XVe, XIXe et XXe siècles ;
- Manoir de Villeneuve-les-Bouillons dit château de Villeneuve-les-Bouillons, des XVIe, XVIIIe et XIXe siècles (dont chapelle encore en place) ;
- Moulin à vent, dit le Grand Moulin, des XVe, XVIIIe et XIXe siècles.

Autres lieux :
- Monument des Douze Braves du XIXe siècle ;
- Forêt de Brignon.

### Personnalités liées à la commune
- Gérard Defois (1931- ), né à Nueil, évêque catholique français, archevêque émérite du diocèse de Lille.
- Le peintre irlandais, Roderic O'Conor, natif du comté de Roscommon, est décédé à Nueil le 18 mars 1940.

## Pour approfondir